# Nick Wittman
Nicholas "Nick" Wittman is een Amerikaans acteur en stuntman. 

## Filmografie
Als acteur:
- Terminator: Dark Fate, 2019, F-35 piloot
- Rambo V: Last Blood, 2019, Jimmy
- The King, 2019, Herald
- Robin Hood, 2018, Crusader Morant
- Mars 2016-2018, Oliver Lee
- Alarm für Cobra 11 - Die Autobahnpolizei, 2018, Bobby
- The Spy Who Dumped Me, 2018, ISIS Bartender
- Ransom, 2018, Fietser
- Strike Back, 2017-2018, Roko
- Aurora Borealis: Északi fény, 2017, Soldaat
- Emerald City, 2017, Soldaat
- Guilt, 2016, Reporter
- Maigret Sets a Trap, 2016, Lad
- The Last Kingdom, 2015, Digger
- The Martian, 2015 JPL White Room Worker

Als stuntman:
- Empathy, Inc., 2018
- Jupiter holdja, 2017
- The Man with the Iron Heart, 2017
- Kincsem, 2017
- Kojot, 2017
- Inferno, 2016
- The Last Kingdom, 2015
- TimeTrap, 2015
- Casanova, 2015
- April 9th, 2015
- Kenau, 2014
- Strike Back, 2013